# Chuanshan (socken i Kina)
Chuanshan (kinesiska: 穿山乡, 穿山) är en socken i Kina. Den ligger i den autonoma regionen Guangxi, i den södra delen av landet, omkring 340 kilometer nordost om regionhuvudstaden Nanning.
Genomsnittlig årsnederbörd är 2 379 millimeter. Den regnigaste månaden är juni, med i genomsnitt 483 mm nederbörd, och den torraste är oktober, med 58 mm nederbörd.